# Primäre Krankheit
Der Begriff primäre Krankheit oder auch primäre Erkrankung beschreibt in der Medizin im Sinne der formalen Pathogenese attributiv das Entstehen und die Entwicklung einer Krankheit mit allen daran beteiligten Faktoren, ursächlich aus dem betroffenen Organ bzw. Gewebe. Somit ist eine primäre Krankheit eine solche, die unmittelbar aus der krank machenden Ursache entsteht und nicht erst Folge einer anderen Noxe (sekundär, tertiär) ist. Im Gegensatz hierzu steht die sekundäre Krankheit.
Das Attribut primär (Bedeutungen: „erst, vorrangig, zuerst vorhanden, anfänglich, ursprünglich“) wird im allgemeinen medizinischen Sprachgebrauch vor die eigentliche Benennung der Erkrankung gesetzt. 
Häufig wird mit primärer Krankheit der Begriff der Idiopathie in Verbindung gebracht. Die „primäre Erkrankung“ ist vom Begriff der Grundkrankheit abzugrenzen.

## Beispiel
Primärer Hyperaldosteronismus oder auch Conn-Syndrom genannt ist eine von Jerome W. Conn beschriebener Fall der auf ein Adenom der Nebennierenrinde mit autonomer Aldosteronproduktion zurückzuführen ist. Die Krankheit hat ihre Ursache in den Geweben des entsprechenden Organ, der Nebennierenrinde. Ein Sekundärer Hyperaldosteronismus ist eine Form des Hyperaldosteronismus, die nicht durch eine Störung der Nebenniere selbst verursacht wird. Häufig beruht der sekundäre Hyperaldosteronismus auf einer pathologisch gesteigerten Stimulierung des Renin-Angiotensin-Aldosteron-Systems (RAAS) im Rahmen anderer Grunderkrankungen.